# Frederic Forrest
Frederic Forrest, född 23 december 1936 i Waxahachie, Texas, död 23 juni 2023 i Santa Monica, Kalifornien, var en amerikansk skådespelare.
Forrest medverkade bland annat i biroller i flera av Francis Ford Coppolas filmer, bland annat i Apocalypse 1979. Han var nominerad till en Oscar för bästa manliga biroll i The Rose (1979). En annan uppmärksammad biroll han gjort var den som en överskottsaffärsinnehavare med nynazistiska sympatier i Falling Down (1993).

## Filmografi i urval
- 1974 – Avlyssningen
- 1976 – Missouri Breaks
- 1978 – Det lever igen
- 1979 – Apocalypse
- 1979 – The Rose
- 1981 – Älskling, jag hatar dig!
- 1983 – Valley Girl
- 1986 – Överlagt mord (TV-film)
- 1987 – 21 Jump Street (TV-serie) (sex avsnitt)
- 1989 – Music Box – skuggor ur det förflutna
- 1988 – Tucker – en man och hans dröm
- 1989 – Den långa färden (TV-serie) (tre avsnitt)
- 1990 – The Two Jakes
- 1993 – Falling Down
- 1994 – Lassie
- 1997 – The Brave
- 1998 – Murphy Brown (TV-serie) (ett avsnitt)
- 2002 – Path to War (TV-film)